# Krystyna Pecold
Krystyna Maria Pecold (ur. 11 marca 1935) – polska okulistka, profesor nauk medycznych. 

## Życiorys
Studia medyczne (dyplom w roku 1960) oraz całe życie zawodowe związana z Akademią Medyczną w Poznaniu. W roku 1988 przejęła Katedrę i Klinikę Okulistyczną po Witoldzie Orłowskim i kierowała nimi do 2005 roku (funkcję kierownika poznańskiej katedry przejął po niej Jarosław Kocięcki). Wypromowała 29 doktorów.
W latach 1992–1998 była przewodniczącą Polskiego Towarzystwa Okulistycznego. Tytuł naukowy profesora nauk medycznych został jej nadany w 1993 roku. Odbyła staże zawodowe w Niemczech i Francji. Jest członkiem komitetu honorowego kwartalnika naukowego „Klinika Oczna" (oficjalne pismo Polskiego Towarzystwa Okulistycznego). Od 1999 wraz z córką Hanną, także okulistką, pracuje w swojej podpoznańskiej Poliklinice Chirurgii Plastycznej i Okulistyki. W 2002 roku - jako drugi w historii (po Witoldzie Orłowskim) polski okulista - otrzymała honorowe członkostwo Niemieckiego Towarzystwa Okulistycznego (Deutsche Ophthalmologische Gesellschaft). 
Jest członkiem rady Fundacji Pomocy Humanitarnej "Redemptoris Missio".
Członek Akademickiego Klubu Obywatelskiego im. Prezydenta Lecha Kaczyńskiego w Poznaniu.
Weszła w skład komitetu wspierającego kandydaturę Karola Nawrockiego na prezydenta RP w wyborach w 2025.

## Odznaczenia
- Krzyż Kawalerski Orderu Odrodzenia Polski (2005)[10]